# Ashok Leyland
Ashok Leyland è una società indiana di autoveicoli con sede a Chennai, India. Fa parte del Hinduja Group.
Fondata nel 1948, è il secondo costruttore in India, quarto costruttore di autobus nel mondo e 12º nel mondo per gli autocarri. Ha nove stabilimenti. Al 2016 è il secondo costruttore in india per gli autocarri medi e pesanti con un market share del 32.1%. 
Negli autobus in India è al primo posto con veicoli da 10 a 74 posti.
La sussidiaria Ashok Leyland nel Regno Unito, Optare ha chiuso la sua fabbrica di autobus a Blackburn, Lancashire.

## Storia

### Ashok Motors
Ashok Motors fu fondata nel 1948 da Raghunandan Saran, del Punjab (India). Dopo l'indipendenza, investì su convincimento del Primo Ministro Jawaharlal Nehru in una società industriale. Ashok Motors costruì i veicoli della Austin Motor Company. La sede a Rajaji Salai, Chennai (Madras) con stabilimento a Ennore. L'automobile costruita fu la Austin A40.

### Leyland
Raghunandan Saran morì in un incidente aereo. Prima di morire fece negoziati con la britannica Leyland Motors per l'assemblaggio di autocarri. Con lo Stato di Madras e altri finanziatori fecero un investimento e la Leyland Motors entrò in joint-venture nel 1954 con una partecipazione paritaria, cambiando il nome in Ashok Leyland.
La collaborazione terminò nel 1975 ma la British Leyland continuò la collaborazione tecnica fino agli anni '80.

### Iveco e Hinduja
Nel 1987, la holding Land Rover Leyland International Holdings Limited (LRLIH) fu acquisita dalla da joint venture tra Hinduja Group e Iveco, all'epoca parte di Fiat.

### Hinduja Group
Nel 2007, Hinduja Group comprò le azioni Ashok Leyland da Iveco, con il 51% di azionariato. Divenne così una società ammiraglia del Hinduja Group.

## Collaborazioni

### Hino Motors Ltd.
Ashok Leyland e Hino Motors Ltd. del Giappone fecero un Mutual Cooperation Agreement (MCA) nel novembre 2017. I motori della casa giapponese equipaggiano i veicoli Ashok Leyland EURO VI.

### Rosoboronexport & ELCOM
Ashok Leyland Defence Systems (ALDS), la russa Rosoboronexport e ELCOM Group siglano un acordo per la difesa indiana. L'accordo venne siglato al International Military Technical Forum Army nel 2017 a Kubinka.

### IIT Madras
Ashok Leyland e l'Indian Institute of Technology Madras (IIT Madras) segnano un Memorandum of Understanding (MOU), il 19 agosto 2017, ove Ashok Leyland sponsorizza il Centre of Battery Engineering (CoBE) al IIT Madras.

### Sun Mobility
Il 18 luglio 2017 Ashok Leyland annuncia la collaborazione con SUN Mobility per la mobilità elettrica.

#### Primi veicoli

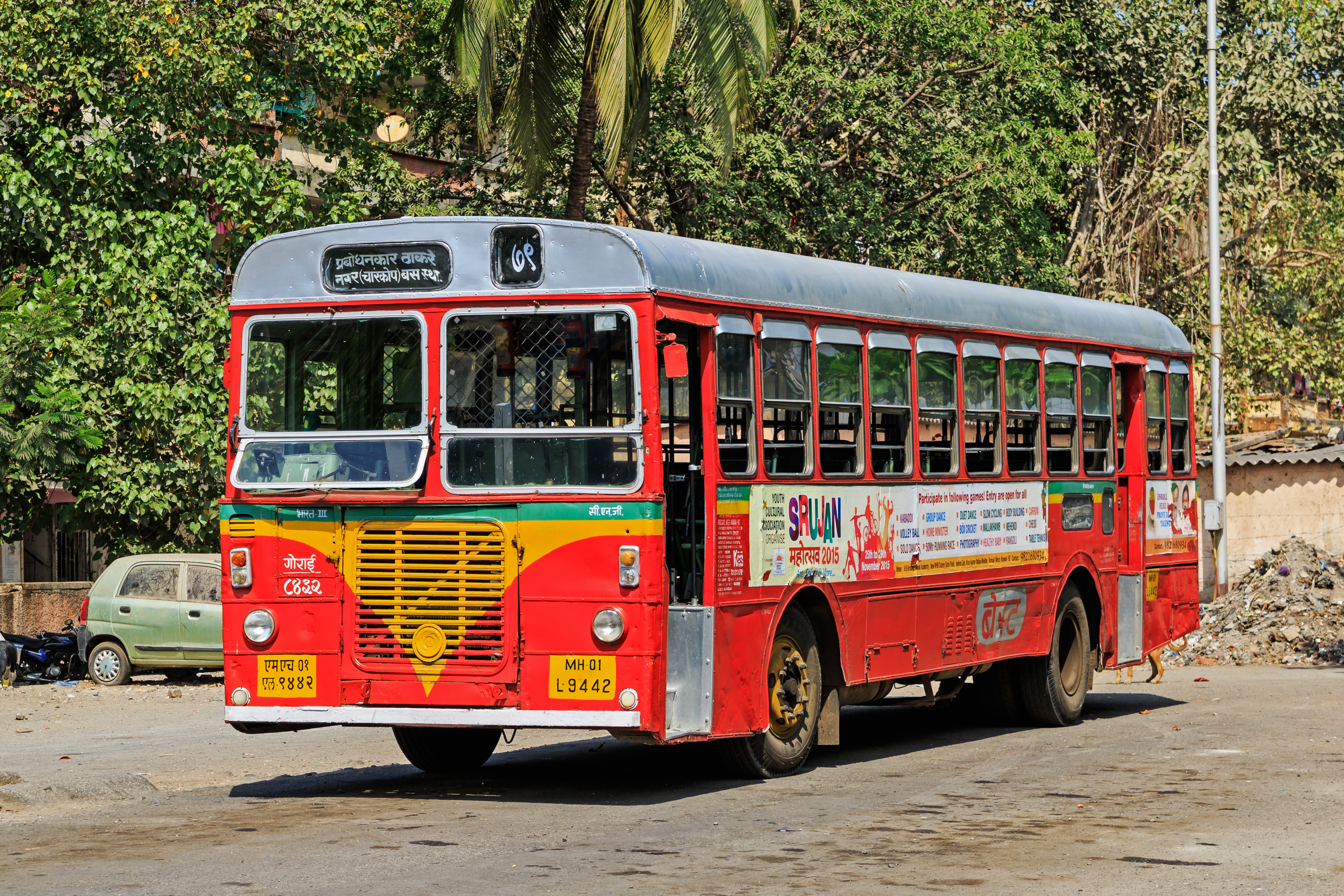
Ashok Leyland BEST bus a Mumbai con motore Hino

## Prodotti

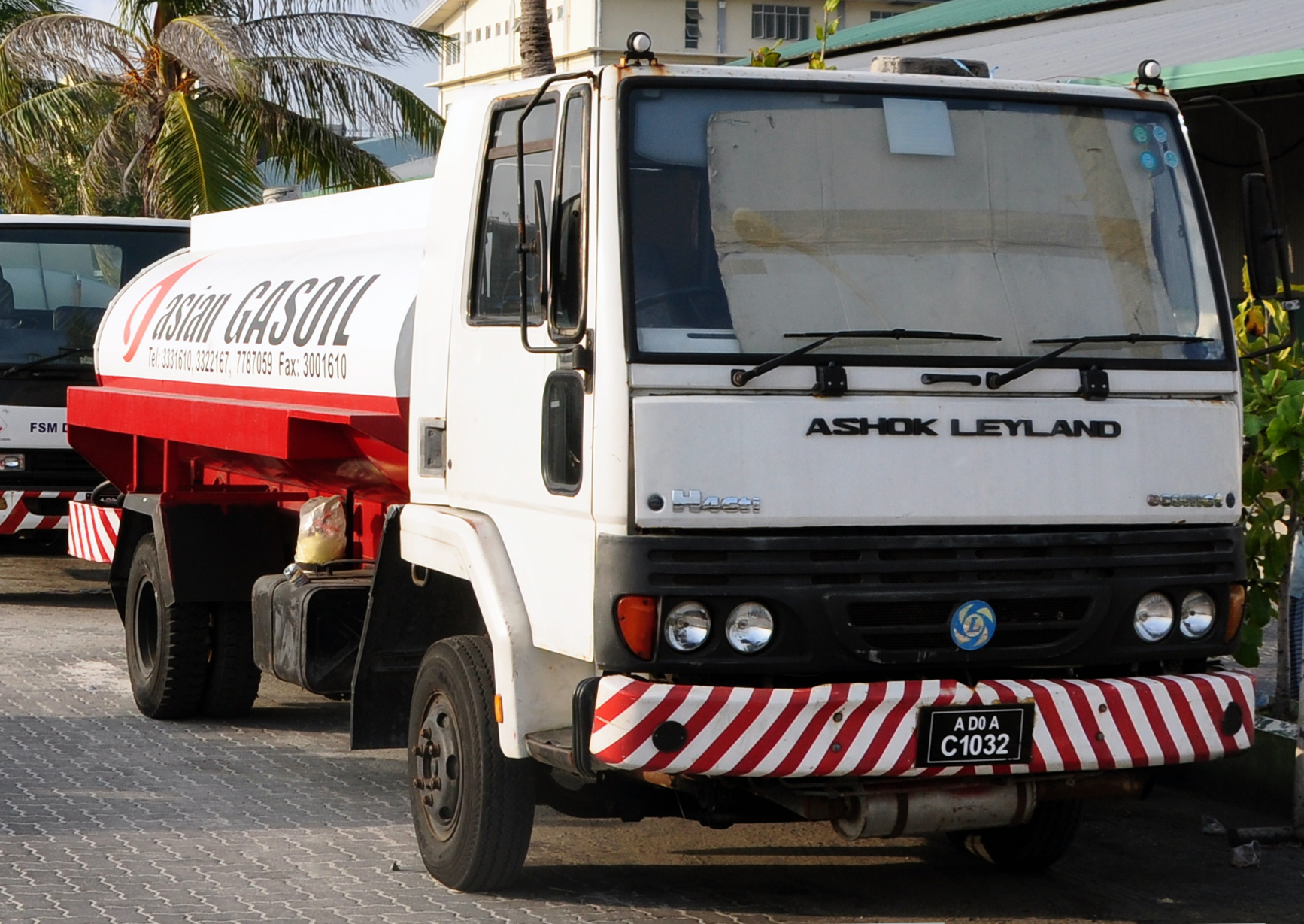
Ashok Leyland eComet 912

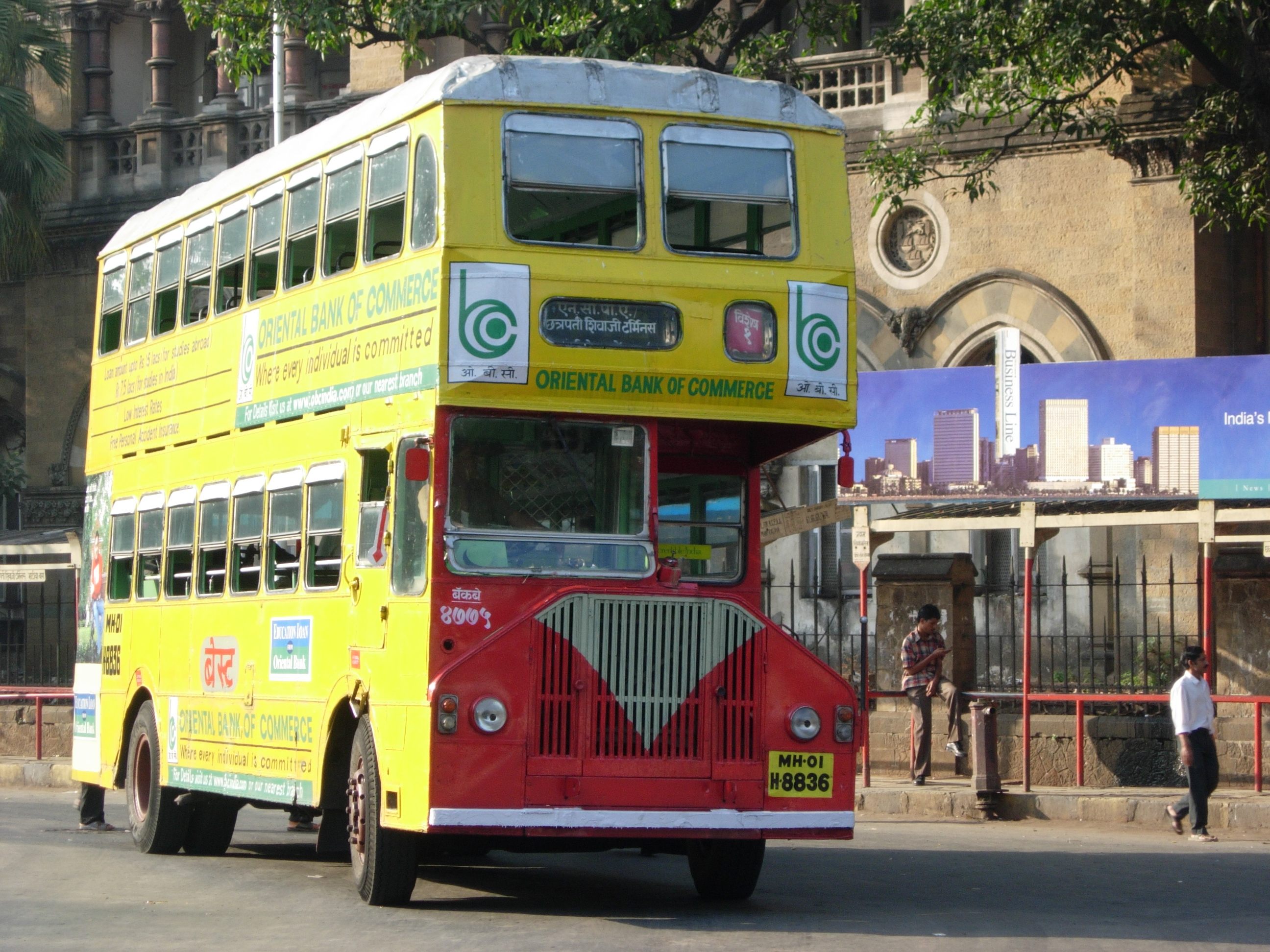
Ashok Leyland Titan Double Decker BEST, Mumbai

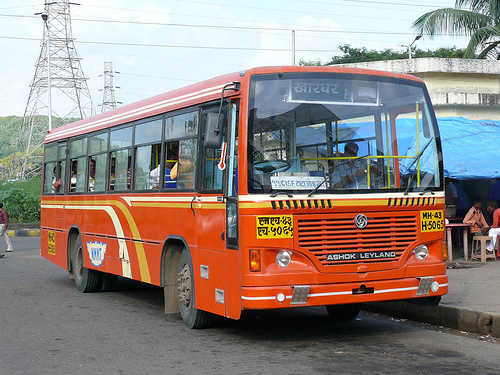
Ashok Leyland City Transit Bus a Pune

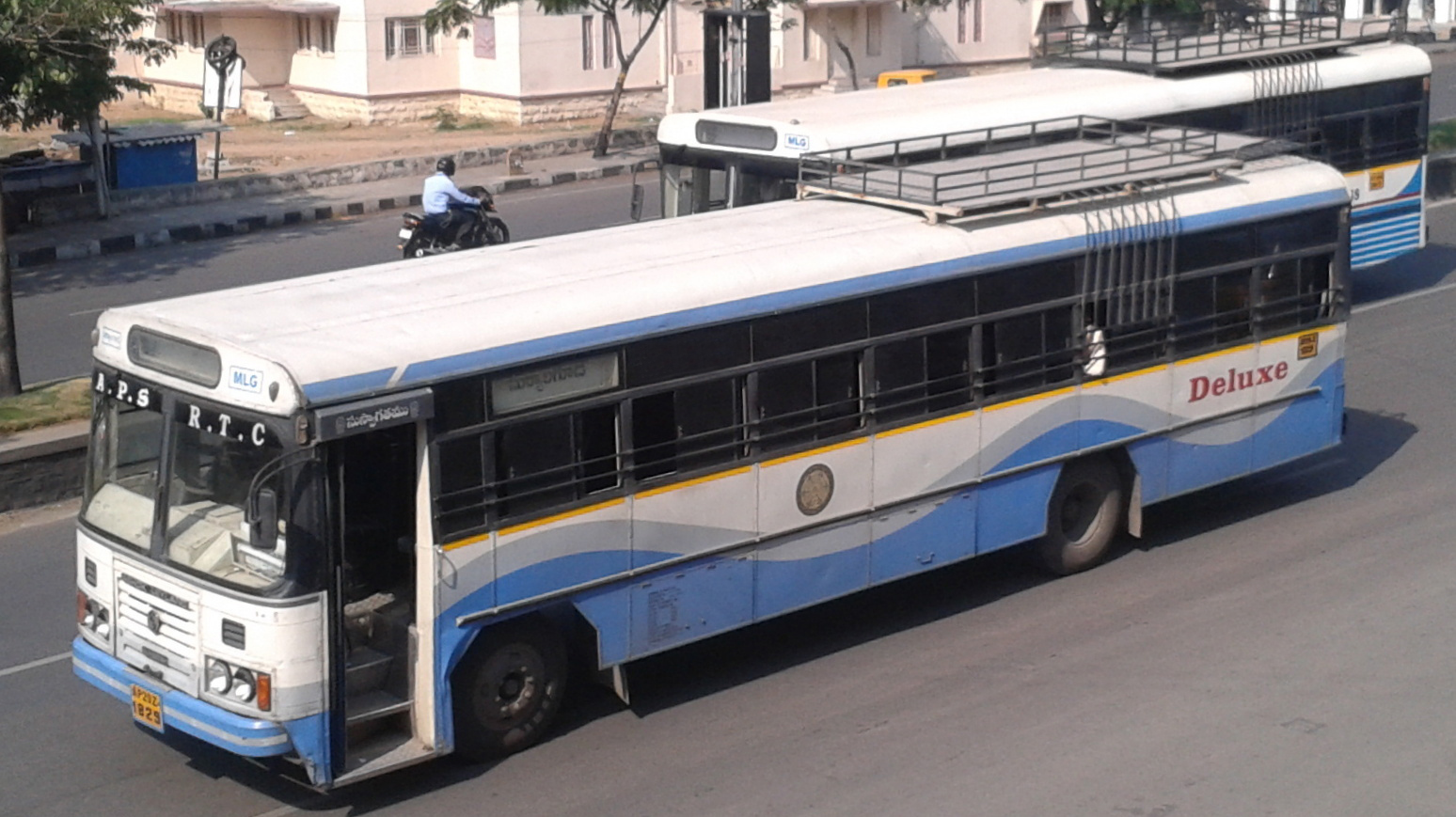
Ashok Leyland Inter-City Deluxe Bus APSRTC a Andhra Pradesh

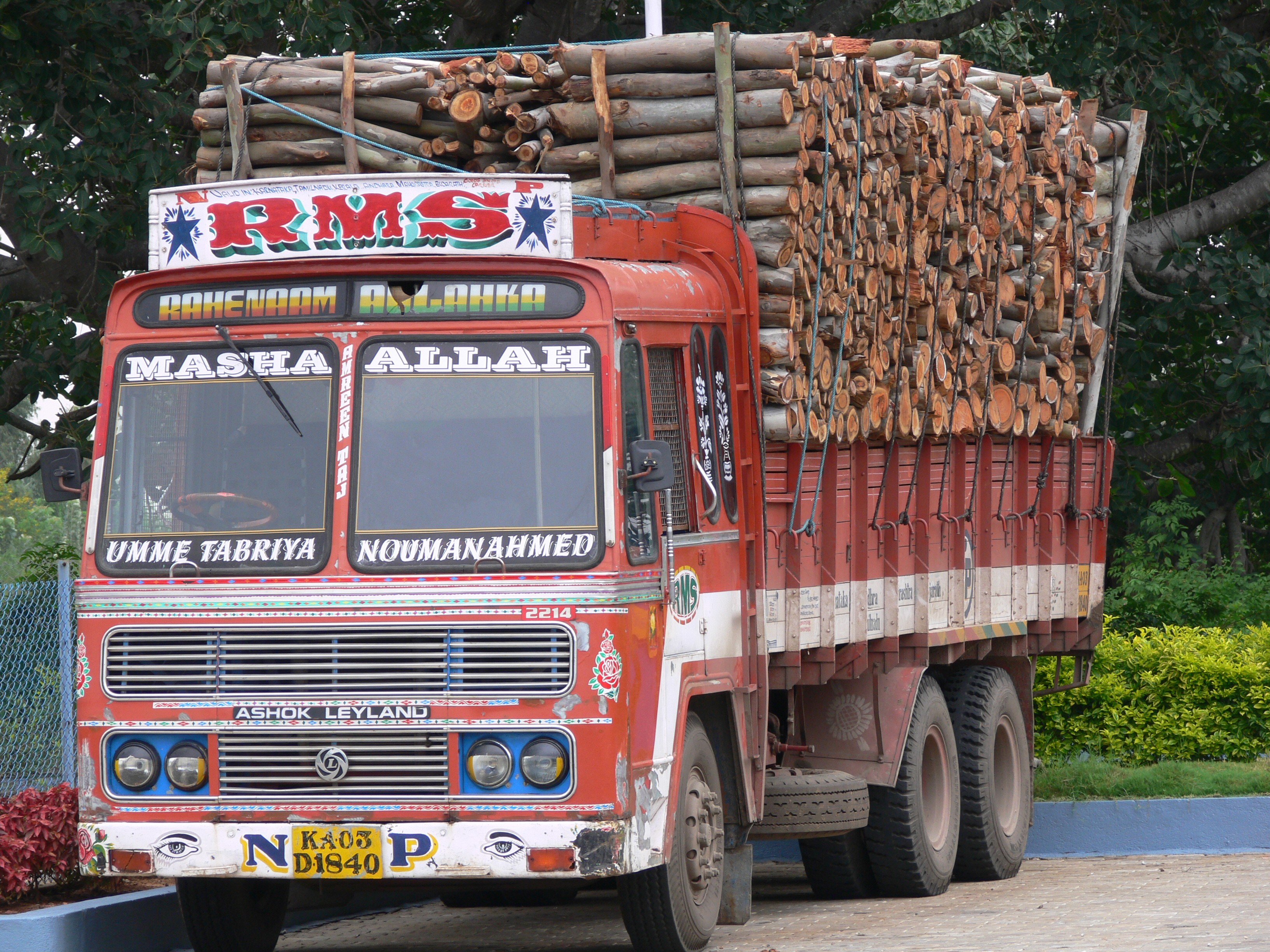
Ashok Leyland Tusker Twin Axle Lorry

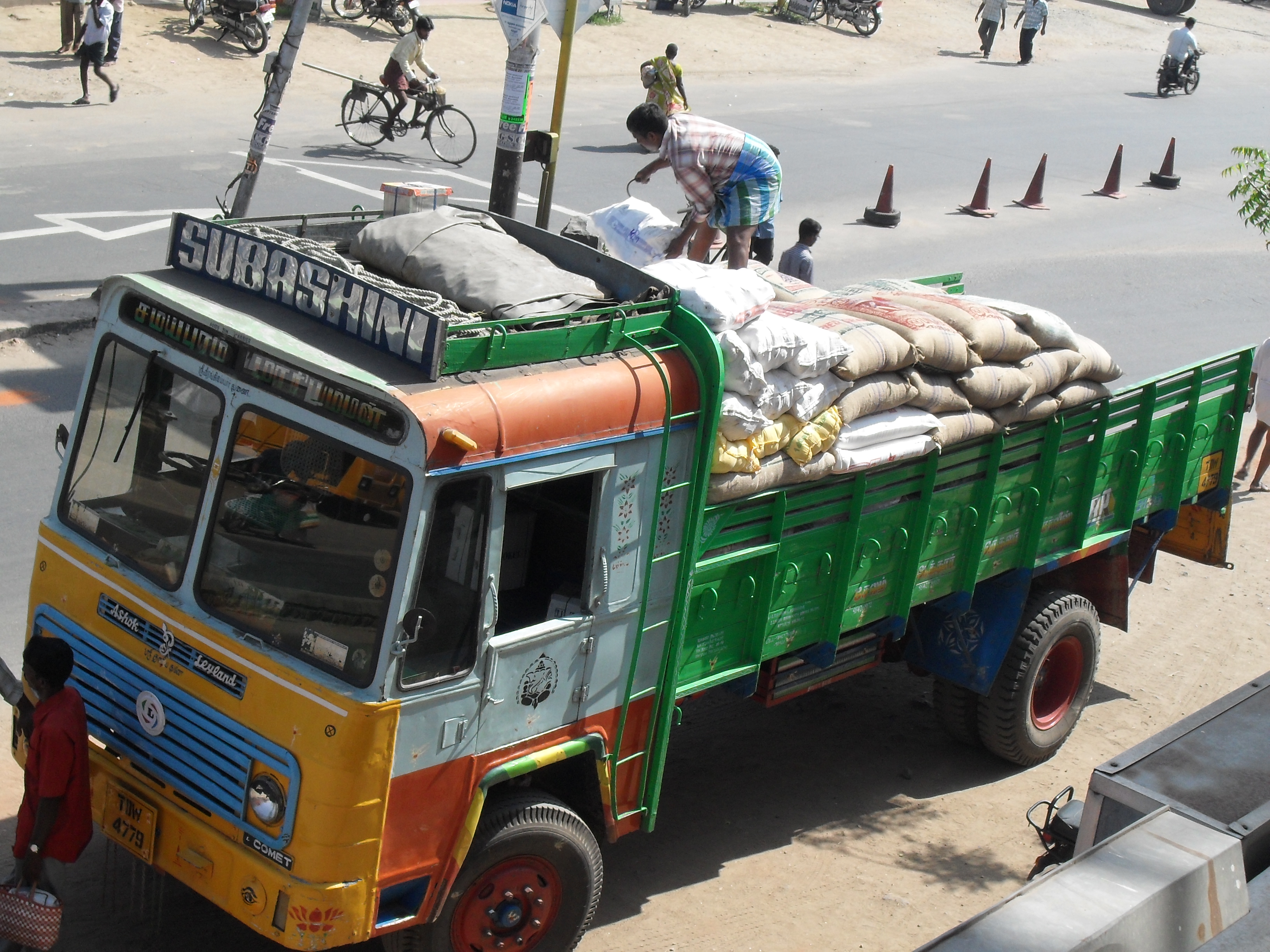
Un 80 Ashok Leyland lorry a Tamil Nadu

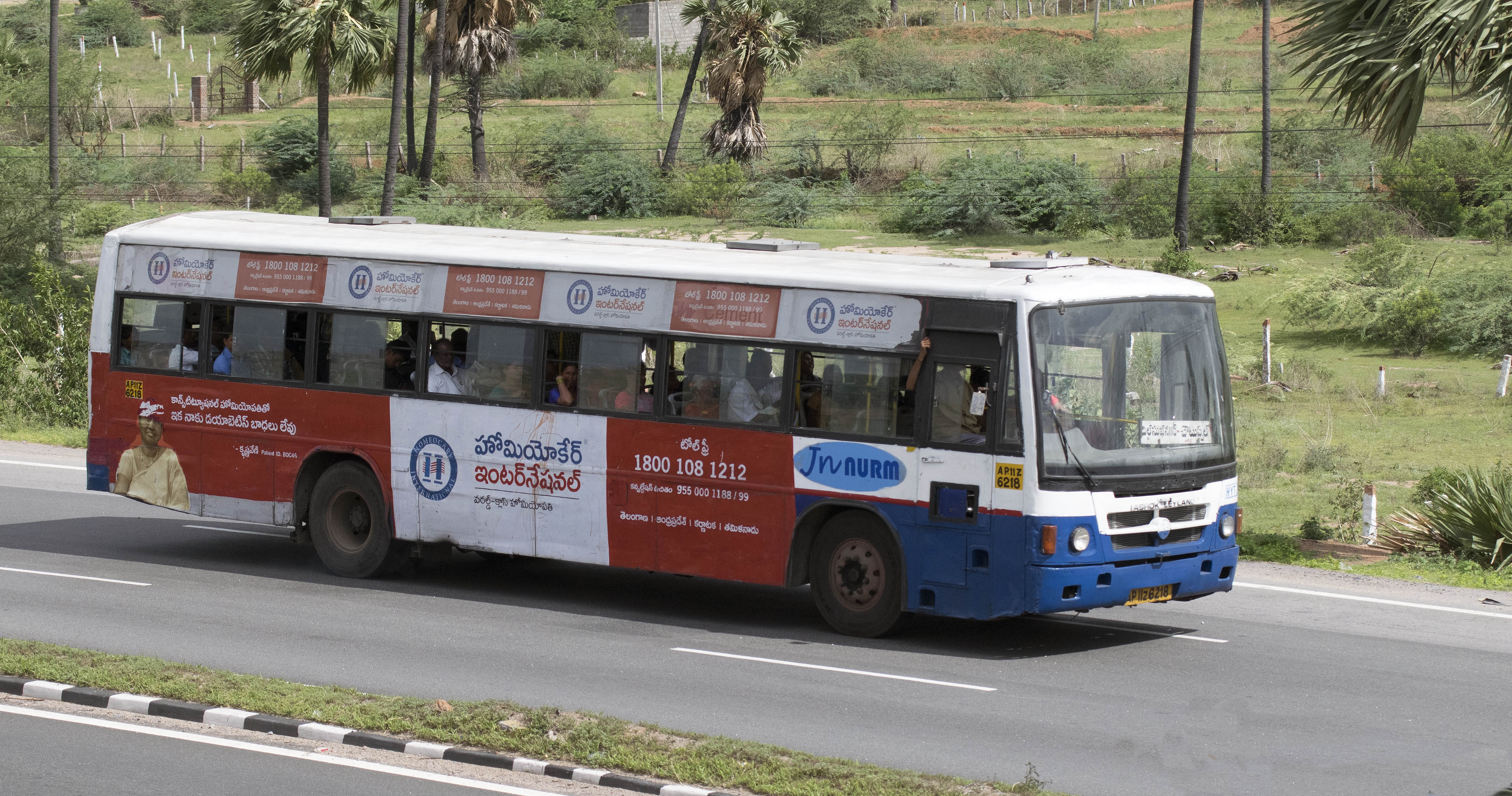
Telangana State Road Transport Corporation bus s Hyderabad

### Bus
- 11m Feslf
- 12 Fe
- 12m Feslf
- Cheetah
- Cheetah Staff
- Eagle
- Electric Bus
- Falcon
- Freedom
- Hawk
- Hybus
- Janbus
- Janbus LHD
- Janbus Midi
- Lynx Smart Staff
- Lynx Smart School
- Lynx Smart Staff AC
- Lynx Strong Staff
- Lynx Strong School
- Mitr
- Oyster
- Reslf
- RESLf LHD
- Reule
- Sunshine
- Sunshine Staff
- Viking School
- Viking Staff
- Sunshine & Mitr

### Autocarri
Tippers
- 1618 T/C
- 1618
- 2518
- 3118T 8x4
- 3118T 8x2
- 3718
- U 2516
- Captain 2518
- Captain 2523 SR
- Captain 2523 HR
- Captain 3123
- Captain 4019 tip trailer
- Captain 4923 tip trailer
- 2518 H4/4C
- U 2518 R / 1
- Tippers

Haulage
- 1618
- 2518
- 3118 twin steering
- 3118 LA
- 3518
- 3718
- 4019
- 4923
- U 3118 LA
- U 3718
- U 3518
- U 4019
- Captain 2518
- Captain 3118
- Captain 3718
- Captain 3723
- Captain 4019
- Captain 4923
- Captain

ICV
- Ecomet 1012
- Ecomet 1212
- Ecomet 1214
- Ecomet 1212 Tipper
- Ecomet 1012 Tipper
- A1 Boss 913
- A1 Boss 1113
- A1 Boss 1213
- A1 Boss 1413
- Guru
- Boss